# Seattle SuperSonics 1985-1986
La stagione 1985-86 dei Seattle SuperSonics fu la 19ª nella NBA per la franchigia.
I Seattle SuperSonics arrivarono quinti nella Pacific Division della Western Conference con un record di 31-51, non qualificandosi per i play-off.

## Roster
| N° | Naz.                   | Ruolo | Sportivo          | Anno | Alt. | Peso |
| -- | ---------------------- | ----- | ----------------- | ---- | ---- | ---- |
| 4  | Stati Uniti (bandiera) | GA    | Al Wood           | 1958 | 198  | 88   |
| 14 | Stati Uniti (bandiera) | G     | Ricky Sobers      | 1953 | 191  | 90   |
| 15 | Stati Uniti (bandiera) | G     | Gerald Henderson  | 1956 | 188  | 79   |
| 22 | Stati Uniti (bandiera) | G     | Danny Young       | 1962 | 191  | 79   |
| 23 | Stati Uniti (bandiera) | A     | Danny Vranes      | 1958 | 201  | 95   |
| 24 | Stati Uniti (bandiera) | AC    | Tom Chambers      | 1959 | 208  | 100  |
| 25 | Stati Uniti (bandiera) | G     | Michael Phelps    | 1961 | 193  | 82   |
| 33 | Stati Uniti (bandiera) | AC    | Frank Brickowski  | 1959 | 206  | 109  |
| 34 | Stati Uniti (bandiera) | A     | Xavier McDaniel   | 1963 | 201  | 93   |
| 35 | Stati Uniti (bandiera) | A     | Brian Martin      | 1962 | 206  | 96   |
| 40 | Stati Uniti (bandiera) | C     | Tim McCormick     | 1962 | 211  | 109  |
| 42 | Stati Uniti (bandiera) | A     | Alex Stivrins     | 1962 | 203  | 100  |
| 43 | Stati Uniti (bandiera) | AC    | Jack Sikma        | 1955 | 211  | 104  |
| 51 | Stati Uniti (bandiera) | A     | David Pope        | 1962 | 201  | 100  |
| 52 | Stati Uniti (bandiera) | AC    | George T. Johnson | 1948 | 211  | 93   |
| 55 | Stati Uniti (bandiera) | A     | Rod Higgins       | 1957 | 201  | 91   |

## Staff tecnico
- Allenatore: Bernie Bickerstaff
- Vice-allenatori: Bob Kloppenburg, Lorin Miller